# Cupaniopsis globosa
Cupaniopsis globosa är en kinesträdsväxtart som beskrevs av F. Adema. Cupaniopsis globosa ingår i släktet Cupaniopsis och familjen kinesträdsväxter. Inga underarter finns listade i Catalogue of Life.